# Miguel Bernad Remón
Pour les articles homonymes, voir Bernad et Remón.
 (avril 2024).
La mise en forme du texte ne suit pas les recommandations de Wikipédia : il faut le « wikifier ».
Les points d'amélioration suivants sont les cas les plus fréquents. Le détail des points à revoir est peut-être précisé sur la page de discussion.
- Les titres sont pré-formatés par le logiciel. Ils ne sont ni en capitales, ni en gras.
- Le texte ne doit pas être écrit en capitales (les noms de famille non plus), ni en gras, ni en italique, ni en « petit »…
- Le gras n'est utilisé que pour surligner le titre de l'article dans l'introduction, une seule fois.
- L'italique est rarement utilisé : mots en langue étrangère, titres d'œuvres, noms de bateaux, etc.
- Les citations ne sont pas en italique mais en corps de texte normal. Elles sont entourées par des guillemets français : « et ».
- Les listes à puces sont à éviter, des paragraphes rédigés étant largement préférés. Les tableaux sont à réserver à la présentation de données structurées (résultats, etc.).
- Les appels de note de bas de page (petits chiffres en exposant, introduits par l'outil «  Source ») sont à placer entre la fin de phrase et le point final[comme ça].
- Les liens internes (vers d'autres articles de Wikipédia) sont à choisir avec parcimonie. Créez des liens vers des articles approfondissant le sujet. Les termes génériques sans rapport avec le sujet sont à éviter, ainsi que les répétitions de liens vers un même terme.
- Les liens externes sont à placer uniquement dans une section « Liens externes », à la fin de l'article. Ces liens sont à choisir avec parcimonie suivant les règles définies. Si un lien sert de source à l'article, son insertion dans le texte est à faire par les notes de bas de page.
- La présentation des références doit suivre les conventions bibliographiques. Il est recommandé d'utiliser les modèles {{Ouvrage}}, {{Chapitre}}, {{Article}}, {{Lien web}} et/ou {{Bibliographie}}. Le mode d'édition visuel peut mettre en forme automatiquement les références.
- Insérer une infobox (cadre d'informations à droite) n'est pas obligatoire pour parachever la mise en page.

Pour une aide détaillée, merci de consulter Aide:Wikification.
Si vous pensez que ces points ont été résolus, vous pouvez retirer ce bandeau et améliorer la mise en forme d'un autre article.
Miguel Bernad Remón (Bilbao, 27 février 1942) est un avocat et ancien homme politique Espagnol. Il est le secrétaire général et le visage visible de l'organisation Manos Limpias,.

## Biographie
Avocat à la Mairie de Madrid, où il a été conseiller du conseiller Ángel Matanzo. Il est entré en politique aux mains de Blas Piñar. Miguel Bernad figurait sur les listes du Front national pour les Élections parlementaires européennes de 1987 et 1989, et en fut le secrétaire général jusqu'à la dissolution du parti héritier de Fuerza Nueva en 1993. Après avoir perdu ces élections, Bernad enregistra un autre parti, Derecha Española, qui n'était pas pertinent.
En mai 1995, Miguel Bernad a fondé le syndicat Mains Propres, dont le siège est à Madrid Calle Quintana, où en 2000 il partageait son siège avec un autre syndicat, la Force Nationale du Travail (FNT) . Depuis lors, Clean Hands est présidée par Francisco Jiménez Luis et son secrétaire général est Miguel Bernad lui-même.
Le 3 décembre 2011, il a reçu la distinction de Chevalier d'Honneur de la Fondation nationale Francisco Franco en vertu, selon les termes de ladite organisation, « pour ses services dans la défense des idéaux du  Mouvement »,.
En février 2014, il rejoint Soluciona, un nouveau parti de droite ou d'extrême droite dirigé par l'homme d'affaires Armando Robles.

### Accusations de détournement et blanchiment d'argent
En novembre 2015, le parquet des délits économiques de Madrid a ouvert une enquête contre Miguel Bernad et l'avocat du syndicat Manos Cleans Virginia López Negrete, pour délit de détournement et blanchiment d'argent. Selon le ministère public, Bernad et López Negrete ont partagé les fonds que Manos Limpas avait collectés auprès des personnes touchées par le Fórum Filatelico et Afinsa.
La Commission espagnole pour la prévention du blanchiment d'argent et des délits monétaires (Sepblac) a réalisé un rapport de renseignement financier exhaustif et a trouvé des signes d'activités criminelles. C'est pour cette raison que Sepblac a déposé une plainte auprès de la Section des délits économiques du Parquet provincial de Madrid, où elle a ouvert une procédure d'enquête.

### Prison et acquittement
Le 15 avril 2016, Miguel Bernad a été arrêté par la Police Nationale dans le cadre d'une enquête menée par le Tribunal National sur d'éventuelles extorsion de la part du syndicat Manos Limpias, consistant à exiger de l'argent pour retirer les plaintes que le syndicat avait déposées précédemment,. Le juge Santiago Pedraz a ordonné l'emprisonnement inconditionnel sans caution pour Bernad, pour les délits présumés d'extorsion, organisation criminelle, fraude contre le trésor public, falsification de documents et fraude aux subventions.
Le 20 avril 2016, il a été transféré de la prison à Navalcarnero (Madrid 4) en raison de possibles rencontres avec une victime dans la prison de Soto del Real. Le 22 décembre de la même année, il a été libéré sous caution de 50Modèle:Esd000 euros. Durant son séjour en prison, il avait demandé sa libération à trois reprises, alléguant des problèmes de santé
Depuis que Miguel Bernad a été libéré provisoirement fin 2016, il a fait des déclarations et des interviews dans divers médias exposant sa vision du paysage judiciaire De plus, il a rendu public son différend avec l'ancienne avocate de Manos Limpias Virginia López Negrete.
En décembre 2017, le parquet a requis 24 ans et 10 mois de prison.
dernière année. Le Parquet a maintenu sa demande de peine de prison, en plus de demander la dissolution du syndicat et une indemnisation solidaire pour responsabilité civile d'environ sept millions d'euros. En juillet 2021, le Tribunal national a condamné Bernad à quatre ans de prison pour ladite extorsion d'entreprises et d'entités bancaires. Plus tard, le 11 mars 2024, la Chambre pénale du Tribunal suprême a acquitté Bernad ainsi que les autres accusés dans « l'opération Nelson », bien que le jugement ait reconnu qu'il y avait eu des pressions éthiquement répréhensibles de leur part.